# Heterostegane retessellata
Heterostegane retessellata là một loài bướm đêm trong họ Geometridae.